# Gnophos longipenis
Gnophos longipenis là một loài bướm đêm trong họ Geometridae.